# Museo de la Catedral de Barcelona
El Museo de la Catedral de Barcelona es un museo dedicado a la historia y el arte religioso de gremios y monarquías, especialmente centrado en obras relacionadas con la Catedral de Santa Eulalia.

## El museo
Está situado en un ala del claustro, está formado por la sala capitular, lugar donde se reunía el capítulo catedralicio. 
Las piezas y las obras de arte más valiosas que ya no son objeto de culto se exponen en esta sala gótica y entre ellas destaca La Piedad de Bartolomé Bermejo (1490). La pintura que recubre la bóveda de la crucería, en la que se representa la glorificación de San Oleguer y Santa Eulalia, resuelta sorprendentemente. Cierra el conjunto de obras maestras unas obras de Jaime Huguet, una pila bautismal románica perteneciente a la catedral original, un sepulcro medieval tallado en piedra blanca, unos frontales de altar y una imagen de terracota de Santa Eulalia.
Desde 2007, el museo incorporó la sección San Severo, hasta entonces cerrada al público, reservada para exposiciones de arte barroco y contemporáneo.
- Datos: Q6034189